# Hoop Cola
Hoop Cola – napój bezalkoholowy typu cola produkowany przez firmę ZMB Capital sp. z o.o., właściciela firmy Ustronianka (wcześniej: Kofola S.A. i Hoop S.A.).
Obecnie produkt zajmuje trzecie miejsce na polskim rynku napojów typu „cola” (za Coca-Colą i Pepsi).
Hoop Cola reklamowana jest w mediach przy pomocy humorystycznych spotów. W grudniu 2009 r. przedświąteczny
spot promujący Hoop Colę pt. „Colędowanie” zakwestionowała Krajowa Rada Radiofonii i Telewizji. Powołała się przy tym na poszanowanie uczuć religijnych, które spot miał obrażać w związku z nawiązaniem w nim do słów i melodii utworu „Hej, kolęda”.
Producent Hoop Coli nie zgodził się z tą decyzją, a w swoim komunikacie zwrócił uwagę na fakt, że jego spoty są pełne radości i namawiają do otwartości na innych, więc nie może być mowy o obrażaniu uczuć religijnych.
Napój zawiera kofeinę oraz wyciąg z orzeszków cola.
| Wartość odżywcza                | w 100 ml produktu |
| ------------------------------- | ----------------- |
| wartość energetyczna            | 159 kJ (38 kcal)  |
| tłuszcz                         | 0 g               |
| w tym kwasy tłuszczowe nasycone | 0 g               |
| węglowodany                     | 9,6 g             |
| w tym cukry                     | 9,6 g             |
| białko                          | 0 g               |
| sól                             | 0 g               |